# Ragazza con la maglia
Ragazza con la maglia è un dipinto a olio su tela (73 x50 cm) realizzato nel 1918 dal pittore italiano Amedeo Modigliani.
Fa parte di una collezione privata parigina.